# Dylan Horrocks
Dylan Horrocks (Auckland, 6 ottobre 1966) è un fumettista e disegnatore neozelandese.
È noto soprattutto per aver realizzato la graphic novel Hicksville e aver sceneggiato alcune avventure della serie a fumetti di Batgirl.

## Carriera
Horrocks è attivo sulla scena del fumetto a partire dalla metà degli anni Ottanta del XX secolo, quando fondò la rivista Razor insieme a Cornelius Stone e pubblicava i suoi lavori sulla rivista studentesca dell'Università di Auckland intitolata Craccum. Verso la fine degli anni Ottanta ottenne i primi riconoscimenti internazionali pubblicando per la casa editrice australiana Fox Comics e quella statunitense Fantagraphics Books.
Successivamente si trasferì nel Regno Unito, dove autopubblicò alcuni suoi lavori. A metà anni Novanta fece ritorno in Nuova Zelanda dove, dal 1995 al 1997, pubblicò una striscia intitolata Milo's Week sul magazine New Zealand Listener. Horrocks realizzò anche il fumetto Pickle, pubblicato dalla Black Eye Comics, in cui apparve originariamente la storia di Hicksville. Hicksville venne pubblicato in volume unico nel 1998 ottenendo un buon successo di critica e venendo tradotto in francese, italiano e spagnolo.
Negli ultimi dieci anni circa, Horrocks ha scritto e disegnato per The Books of Magic della casa editrice Vertigo, per Batgirl e per Atlas. Horrocks pubblica anche i suoi nuovi lavori sul sito ufficiale